# 4-es busz (Ózd)
Az ózdi 4-es jelzésű autóbuszvonal az (Kórház –) Autóbusz-állomás, a Vasútállomás és Tábla között húzódik, amelyet a MÁV Személyszállítási Zrt. üzemeltet.

## Története
A 4-es helyijárat a város tömegközlekedésének első buszjárataival együtt indult, mely a buszállomás és Tábla városrész között húzódott, végállomása a táblai temető. Indulásától kezdve útvonala nem változott, de a városrész tömegközlekedési igényei eléggé lecsökkentek. Erre kínált megoldást a Volánbusz több változtatása, mely először Szennával összekötött 74-es körjáratot kínált, aztán a város 2022-es új vonalhálózata, mely további 46-os, 47-es és a helyi közlekedésbe bevont regionális, 4104-es buszjáratokkal bővült.
A járatcsökkenést a Tábla déli részén futó, Putnok felé irányuló autóbuszvonalak is előidézhették, melyek tartalmazzák az összes miskolci, ragályi, távolsági buszjáratot. Hétköznap az ózdi Almássy Balogh Pál kórházig is elközlekednek egyes járatai az 1-es buszok útján.

## Útvonala
| Kórház / Autóbusz-állomás – Új köztemető | Új köztemető – Autóbusz-állomás / Kórház |
| --- | --- |
| Kórház ➝ Bányász utca ➝ Bem utca ➝ József Attila út ➝ Szabó Lőrinc utca ➝ Ív út ➝ Munkás út ➝ (Autóbusz-állomás ➝) Munkás út ➝ Jászi Oszkár út ➝ Volny József út ➝ Akácos út ➝ Velencetelep ➝ Kőalja út ➝ Rozsnyói út ➝ Új köztemető | Új köztemető ➝ Rozsnyói út ➝ Kőalja út ➝ Petőfi Sándor út ➝ Velencetelep ➝ Volny József út ➝ Jászi Oszkár út ➝ Munkás út ➝ Autóbusz-állomás ➝ Munkás út ➝ Ív út ➝ 48-as út ➝ Bem utca ➝ Bányász utca ➝ Kórház |

## Közlekedése
Az autóbuszjáratok csak hétköznap és szombati napokon közlekednek, akkor is elenyésző számban. Tábla területén inkább a helyközi buszvonalak szerepelnek, mintsem a helyijáratok.
| Viszonylat                      | Indításszám | Közlekedési rend          |
| ------------------------------- | ----------- | ------------------------- |
| Kórház – Új köztemető           | 1 pár       | tanítási napokon          |
| Kórház – Új köztemető           | 1 oda       | tanszünetben munkanapokon |
| Autóbusz-állomás – Új köztemető | 2 pár       | tanítási napokon          |
| Autóbusz-állomás – Új köztemető | 1 vissza    | tanszünetben munkanapokon |
| Autóbusz-állomás – Új köztemető | 1 pár       | szabadnapokon             |

### Járművek
2018-ig a vonalon Ikarus 280-as autóbuszok közlekedtek, a BHK-478 ezen a vonalon fordult elő legtöbbször. A szóló indulásokat 2016-ig Ikarus 260, 2016-2018 között meg MAN SL222 és SL223 eszközölte. 2018-ban Ikarus C80-as buszokkal újították fel a vonalat, 2022 óta csak szóló, Ikarus V134, MAN SL283, Volvo 7000 buszokat használnak a csökkent utazási igények végett.

## Megállóhelyei
| 4 (Kórház / Autóbusz-állomás ◄► Vasútállomás ◄► Új köztemető) | 4 (Kórház / Autóbusz-állomás ◄► Vasútállomás ◄► Új köztemető) | 4 (Kórház / Autóbusz-állomás ◄► Vasútállomás ◄► Új köztemető) | 4 (Kórház / Autóbusz-állomás ◄► Vasútállomás ◄► Új köztemető) | 4 (Kórház / Autóbusz-állomás ◄► Vasútállomás ◄► Új köztemető) | 4 (Kórház / Autóbusz-állomás ◄► Vasútállomás ◄► Új köztemető) | 4 (Kórház / Autóbusz-állomás ◄► Vasútállomás ◄► Új köztemető) | 4 (Kórház / Autóbusz-állomás ◄► Vasútállomás ◄► Új köztemető) |
| Sorszám (↓)                                                   | Sorszám (↓)                                                   | Megállóhely                                                   | Kilométer (↓)                                                 | Kilométer (↓)                                                 | Perc (↓)                                                      | Perc (↓)                                                      | Átszállási kapcsolatok |
| ------------------------------------------------------------- | ------------------------------------------------------------- | ------------------------------------------------------------- | ------------------------------------------------------------- | ------------------------------------------------------------- | ------------------------------------------------------------- | ------------------------------------------------------------- | --- |
| 0                                                             | ∫                                                             | Kórház végállomás                                             | 0.0 km                                                        | ∫                                                             | 0                                                             | ∫                                                             | 1, 2, 8, 12, 20, 21 4101, 4102, 4161 |
| 1                                                             | ∫                                                             | Petőfi tér                                                    | 0.6 km                                                        | ∫                                                             | 2                                                             | ∫                                                             | 1, 2, 8, 12, 20, 21 3410, 3412, 4101, 4102, 4153, 4154, 4157, 4158, 4160, 4161 |
| 2                                                             | ∫                                                             | József Attila út 3. (↓) 48-as út 8. (↑)                       | 0.8 km                                                        | ∫                                                             | 3                                                             | ∫                                                             | 1, 2, 8, 12, 20, 21, 23 4101, 4102, 4158 |
| 3                                                             | ∫                                                             | Hotel Ózd                                                     | 1.3 km                                                        | ∫                                                             | 4                                                             | ∫                                                             | 1, 2, 8, 12, 20, 21, 23 4101, 4102, 4153, 4158, 4160, 4161 |
| ∫                                                             | 0                                                             | Autóbusz-állomás vonalközi végállomás                         | ∫                                                             | 0.0 km                                                        | ∫                                                             | 0                                                             | 1, 2, 2A, 3, 6, 7, 8, 12, 20A, 21, 26, 47, 68, 74, 76, 78 1031, 1034, 1051, 1369, 1384, 1411 3410, 3770, 3773, 4101, 4102, 4104, 4140, 4145, 4147, 4148, 4150, 4151, 4153, 4155, 4157, 4158, 4160, 4161, 4180, 4185, 4186 |
| 4                                                             | 1                                                             | Gyujtó tér                                                    | 1.8 km                                                        | 0.3 km                                                        | 6                                                             | 1                                                             | 2, 2A, 6, 7, 8, 12, 20, 20A, 21, 23, 26, 47, 63, 68, 74, 76, 78 4102 |
| 5                                                             | 2                                                             | Vasútállomás                                                  | 2.7 km                                                        | 1.2 km                                                        | 8                                                             | 3                                                             | 7, 8, 12, 21, 47, 68, 74, 76, 78 1369, 1384, 1410, 1411 3770, 3773, 4104, 4140, 4145 személyvonat – Ózd (92) |
| 6                                                             | 3                                                             | Velence Étterem                                               | 3.3 km                                                        | 1.8 km                                                        | 10                                                            | 5                                                             | 7, 47, 74, 76, 78 4104 |
| 7                                                             | 4                                                             | Kőalja út 62.                                                 | 3.8 km                                                        | 2.3 km                                                        | 11                                                            | 6                                                             | 47, 74 4104 |
| 8                                                             | 5                                                             | Kossuth Lajos utca                                            | 4.2 km                                                        | 2.7 km                                                        | 13                                                            | 8                                                             | 47, 74 4104 |
| 9                                                             | 6                                                             | Kőalja út 140.                                                | 4.7 km                                                        | 3.2 km                                                        | 15                                                            | 10                                                            | 47, 74 4104 |
| 10                                                            | 7                                                             | Ózd alsó vasútállomás                                         | 5.2 km                                                        | 3.7 km                                                        | 16                                                            | 11                                                            | 47, 74 1369, 1384, 1410, 1411 3770, 3773, 4104, 4140, 4145 személyvonat – Ózd alsó (92) |
| 11                                                            | 8                                                             | Móricz Zsigmond utca                                          | 5.7 km                                                        | 4.2 km                                                        | 18                                                            | 13                                                            | 47, 74 1369, 1384, 1410, 1411 4104, 4140, 4145 |
| 12                                                            | 9                                                             | Új köztemető végállomás                                       | 6.2 km                                                        | 4.7 km                                                        | 20                                                            | 15                                                            | 47, 74 4104 |